# Ан-225 «Мрія»
Ан-225 «Мрія» (кодове ім'я НАТО — «Козак» англ. Cossack) — надважкий транспортний літак, створений 1988 року в СРСР київським КБ імені Антонова. До 2022 року Ан-225 був найбільшим та найпотужнішим літаком у світі. Головний конструктор — Віктор Толмачов. Літак створювався для потреб радянської космічної програми: для транспортування вантажів, космічного корабля «Буран» і компонентів ракетної системи «Енергія».
Після розпаду СРСР літак перейшов у власність України, перебував на консервації разом із другим недобудованим фюзеляжем. Наприкінці 1990-х був реконструйований і модифікований для перевезення важких вантажів. Виконував комерційні перевезення. Ан-225 із максимальною злітною масою 640 т був найважчим літаком у світі. Для порівняння, третій за вантажопідйомністю (після Ан-124 «Руслан») американський військово-транспортний літак C-5 Galaxy має максимальну злітну масу 381 т.
У 2004 році Міжнародна федерація повітроплавання внесла Ан-225 до Книги рекордів Гіннеса за його 240 рекордів.
27 лютого 2022 року Ан-225 був знищений в ангарі під час боїв за аеропорт Гостомель у ході широкомасштабного російського вторгнення в Україну.

## Розробка
Ан-225 був створений передусім для потреб радянської космічної програми, для транспортування вантажів, зокрема космічних кораблів багаторазового використання «Буран» і компонентів ракетної системи «Енергія». Літак може перевозити також великогабаритні вантажі іншого призначення, які можуть розміщуватись як у фюзеляжі, так і «на спині». Мета створення Ан-225 була подібною до мети створення американського Boeing 747SCA — літака для транспортування космічних човників.
Розробка літака почалася в 1985 році й тривала рекордно короткий час — 3,5 року, що стало можливим завдяки широкій уніфікації його вузлів і агрегатів із вузлами та агрегатами літака Ан-124, який служив основою для нього. 21 грудня 1988 року літак Ан-225 «Мрія» виконав свій перший політ. Головний конструктор — Віктор Ілліч Толмачов, загальне керівництво усіма процесами розробки здійснював генеральний конструктор Петро Балабуєв, провідним конструктором був Анатолій Вовнянко.

## Конструкція

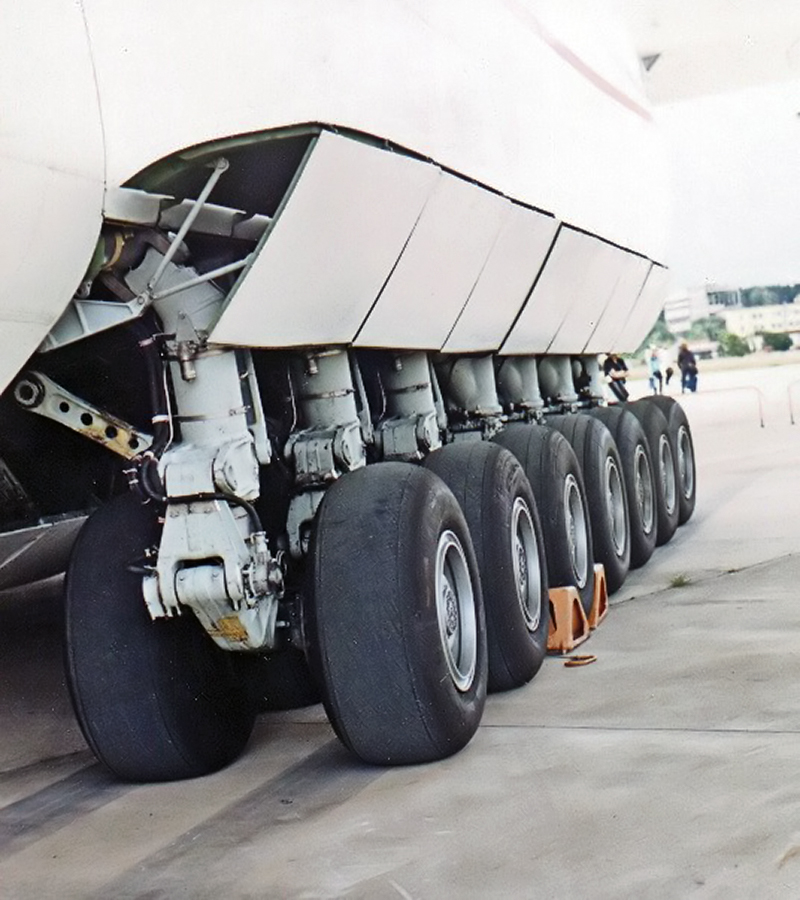
Основне шасі Ан-225

Поперечний переріз фюзеляжу в Ан-225 такий же, як і в Ан-124, однак його довжина суттєво більша. Вантажна кабіна літака має довжину 43 метри, ширину — 6,4 метра і висоту — 4,4 метра. Вантажний відсік герметизований. Над ним розміщений пасажирський салон на 60—70 осіб. Для зменшення маси розробники відмовились від заднього вантажного люка, але носовий люк, що відкривається вгору, як і система присідання передніх опор шасі, залишилися. Тривалість відкривання носової вантажної рампи — 7 хвилин. Є засоби механізації вантажних робіт. Над фюзеляжем розміщені вузли кріплення великогабаритних вантажів, зокрема повітряно-космічних літаків «Буран» і елементів ракети-носія «Енергія».
Основні опори змінено суттєво, хоча й з мінімальними конструктивними змінами. Замість п'яти двоколісних опор з кожного борту тут встановлено сім таких же.
Чотири останні ряди двоколісних візків при маневруванні та на злітній смузі самоорієнтуються, а на зльоті чи посадці — стопоряться. Ан-225 розвертається на смузі шириною 60 метрів.
Крило Ан-225 — також модифікація крила Ан-124. Воно доповнене новою центральною секцією, збільшено його розмах. Для забезпечення можливості перевезення вантажів «на спині» на літаку встановлено двокільове вертикальне оперення. Завдяки цьому на зовнішній підвісці можуть перевозитися вантажі, габарити яких перевищують можливості інших транспортних засобів, наприклад, ректифікаційні колони діаметром 7—10 метрів і довжиною до 70 метрів.

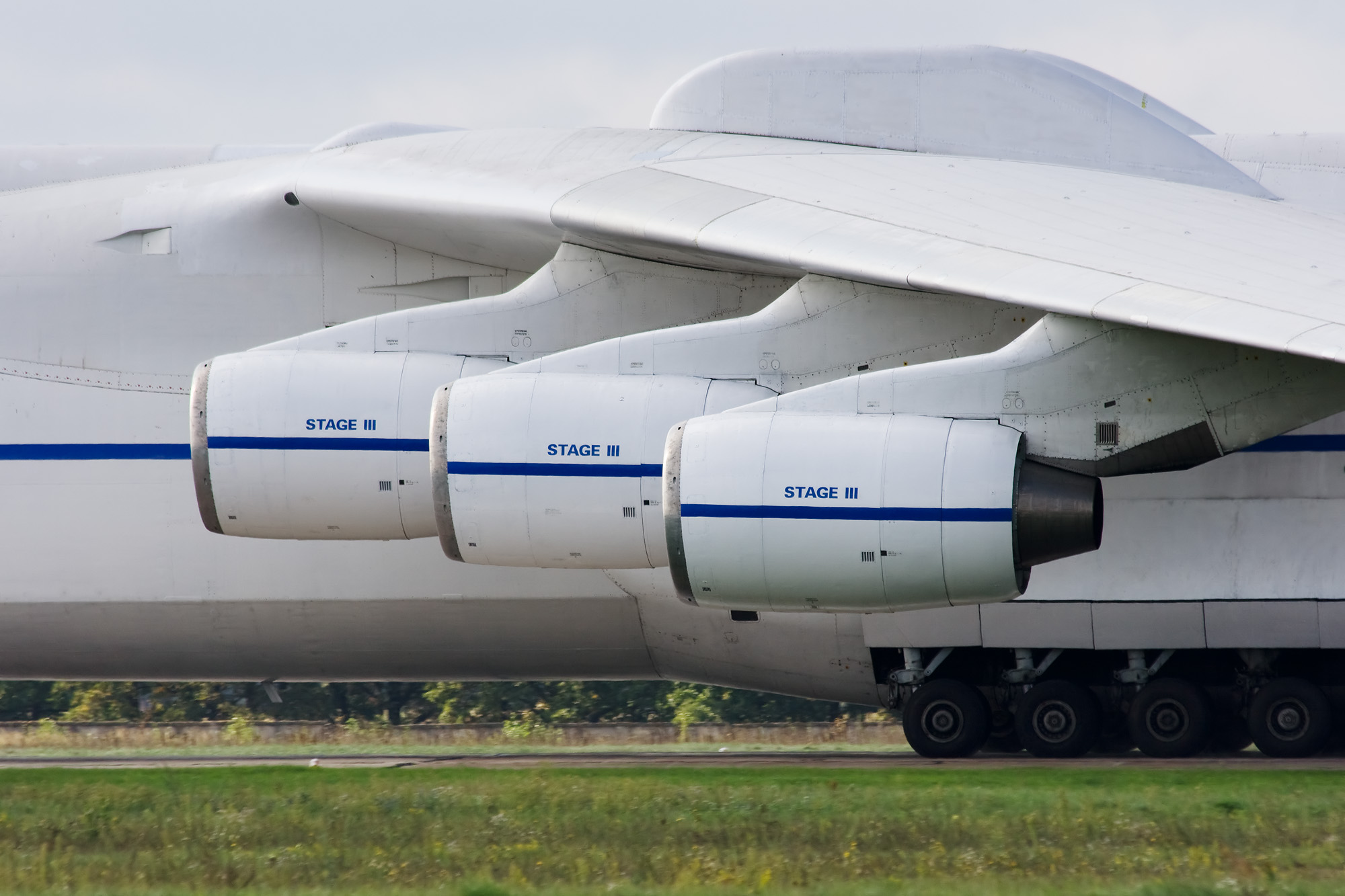
Двигуни «Мрії» Д-18Т серії 3

Кріплення двигунів залишилось, але їхня кількість, з урахуванням двох, підвішених на пілонах під додатковою секцією крила, збільшилася до шести. Таким чином сумарна тяга досягла величини 1377 кН (140 580 кгс або 309 540 фтс).
Кабіна розрахована на екіпаж літака з 6 осіб — командира, другого пілота, старшого бортінженера, бортінженера, штурмана і радиста. Передбачено й приміщення для другого екіпажу.
На літаку встановлено бортове радіоелектронне обладнання, подібне до обладнання Ан-124. Так, електродистанційна система керування, створена для «Руслана», використана і в «Мрії». Дві діелектричні зони в носовому обтічнику захищають метеорологічну радіолокаційну станцію переднього огляду і радар наземної навігації.

## Історія використання

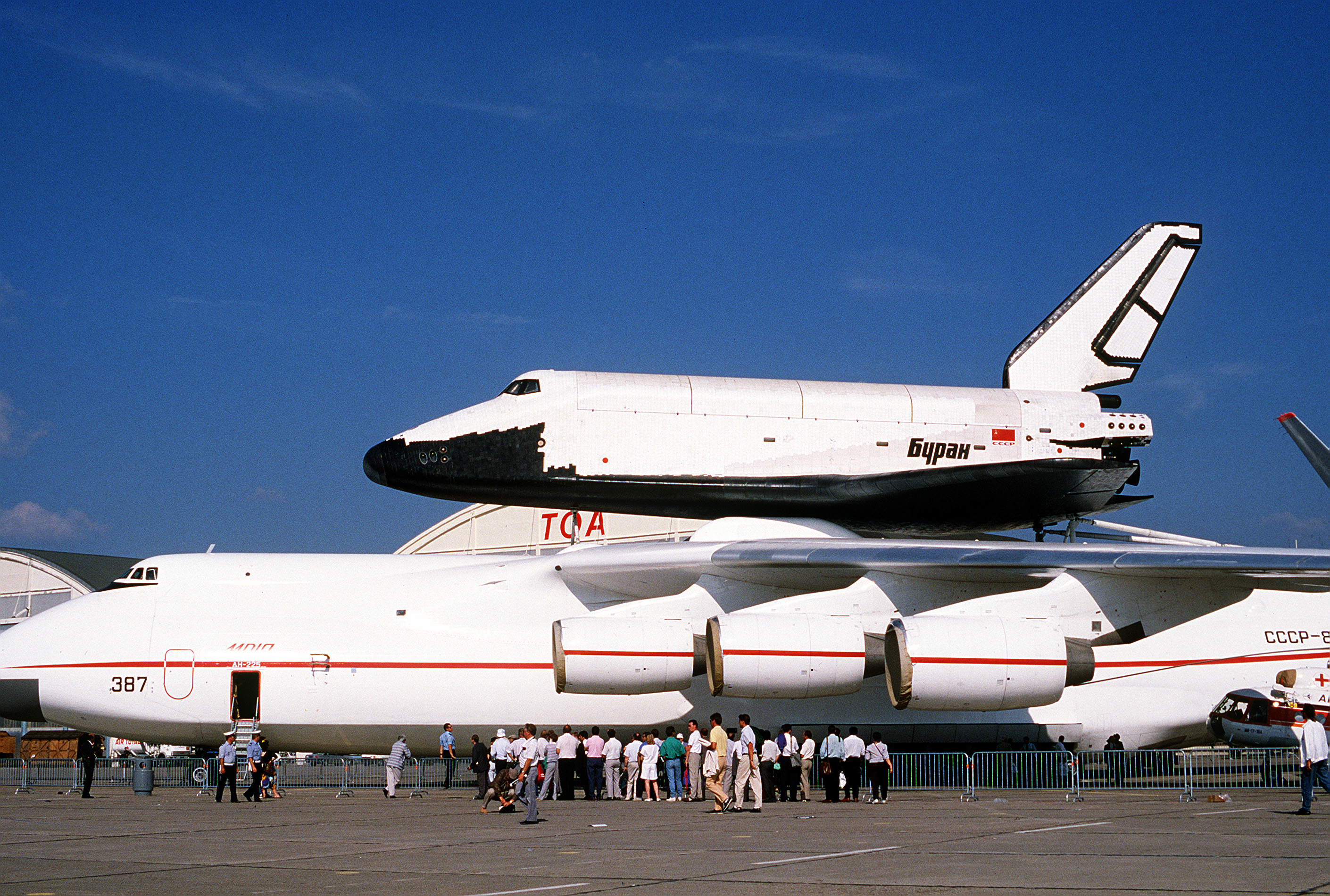
Ан-225 з «Бураном»

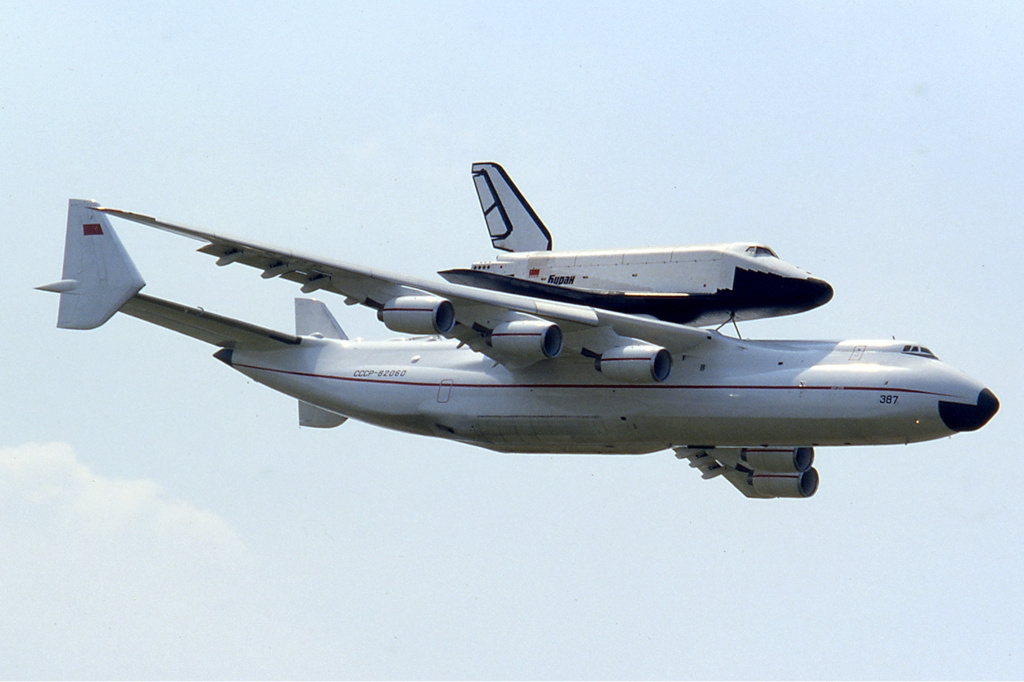
Ан-225 з «Бураном» у польоті

Дослідний зразок цього літака здійснив свій перший політ 21 грудня 1988 року.
13 травня 1989 року Ан-225 перевіз ПКЛ «Буран» з міста Жуковський у Байконур. Через місяць цю комбінацію літака й космічного човна було продемонстровано на Паризькому авіасалоні. У вересні 1990 року Ан-225 «Мрія» з'явився на авіашоу в Фарнборо, Англія, а в 1991-му — знову в Ле-Бурже. У серпні 1993 року на авіашоу МАКС-93 в Жуковському Ан-225 «Мрія» «виступав» уже з українським прапором на хвостовому оперенні та бортовим номером UR-82060.
Було побудовано лише один літак Ан-225, але до кінця 1980-х було майже збудовано і другий екземпляр.

### Комерційні перевезення
У кінці 1980-х радянський уряд шукав шляхів отримання зиску від досягнень своєї військової промисловості. У 1989 році АНТК Антонова створила холдингову компанію з надання послуг із перевезень важких вантажів під назвою «Авіалінії Антонова», що містилась у Києві, а працювала з аеропорту Станстед поблизу Лондона в співпраці з компанією Air Foyle HeavyLift. Компанія почала роботу з флотом, що складався з чотирьох Ан-124-100 і трьох Ан-12, але наприкінці 1990-х стало очевидним, що є потреба в літаку, більшому за Ан-124. Зважаючи на цю потребу, законсервований Ан-225 було реконструйовано, модифіковано для перевезення важких вантажів і повернено в роботу під керівництвом «Авіаліній Антонова».

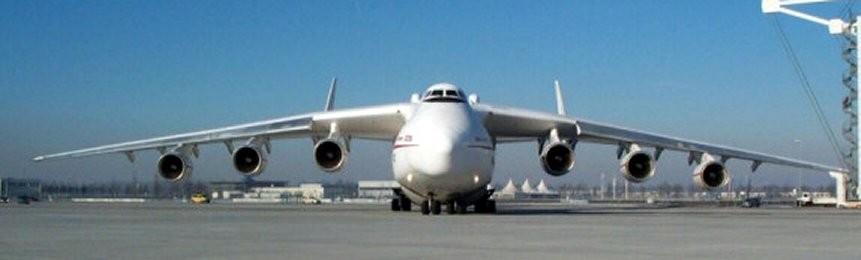
Ан-225 «Мрія», вигляд спереду, 2002 рік

26 травня 2001 року Ан-225 отримав сертифікат типу від Авіаційного реєстру Міждержавного авіаційного комітету. Літак планувалося залучити до перевезення надважких та нестандартних вантажів масою до 250 тонн. Перший комерційний політ «Мрія» здійснила 31 січня 2002 року зі Штутгарта до королівства Оман із вантажем 187,5 тонн харчових продуктів для американських військових, розташованих у країні. Відтоді Ан-225 став у ряду з «Русланом» «робочою конячкою» в парку літаків «Авіаліній Антонова» завдяки можливості транспортування об'єктів, що раніше не можна було перевезти повітрям (локомотиви, 150-тонні генератори тощо). Можливість швидкого транспортування великогабаритних вантажів, що необхідні постраждалим від стихійних лих, забезпечило літаку репутацію цінного помічника для гуманітарних організацій.
Ан-225 взяв участь у параді з нагоди святкування 10-ї річниці Незалежності України 2001 року.
Починаючи з липня 2003 року, Ан-225 разом із літаками Ан-124 перевіз понад 800 тонн обладнання для гуманітарних місій в Іраку. Ан-225 також був залучений урядом США для транспортування військового забезпечення на Близький Схід для підтримки коаліційних військ.
У часи СРСР велися розробки щодо використання літака як платформи для запуску космічних літальних апаратів. Одним із таких проєктів була авіаційно-космічна система БАКС — двоступеневий комплекс повітряного старту, що мав складатися з літака-носія Ан-225, на якому встановлювався б орбітальний літак чи вантажний контейнер. За розрахунками це мало суттєво зменшити вартість виведення вантажів на орбіту.
У серпні 2009 року «Мрія» була занесена до Книги рекордів Гіннеса за перевезення найбільшого в історії авіації моновантажу загальною вагою в 187,6 тонни. Це був генератор вагою у 174 тонни, що транспортувався разом зі спеціальною рамою з німецького Франкфурта в Єреван, для нової вірменської електростанції. Екіпаж літака отримав сертифікат, що свідчить про внесення рекорду судна в Книгу рекордів Гіннеса.
10 червня 2010 року на замовлення однієї з провідних фрейтфорвардингових і логістичних компаній GEODIS WILSON A/S українським літаком Ан-225 був перевезений найдовший вантаж в історії повітряних перевезень — дві лопаті вітряка (довжиною 42,1 м кожна) з Китаю (аеропорт м. Шицзячжуан) в Данію (аеропорт Воєнс/Скридструп).
25 березня 2011 року літак Ан-225 авіакомпанії «Авіалінії Антонова» доставив до Японії гуманітарні вантажі, генератори і техніку загальною масою 140 тонн для постраждалих від землетрусів та цунамі, на замовлення уряду Франції.

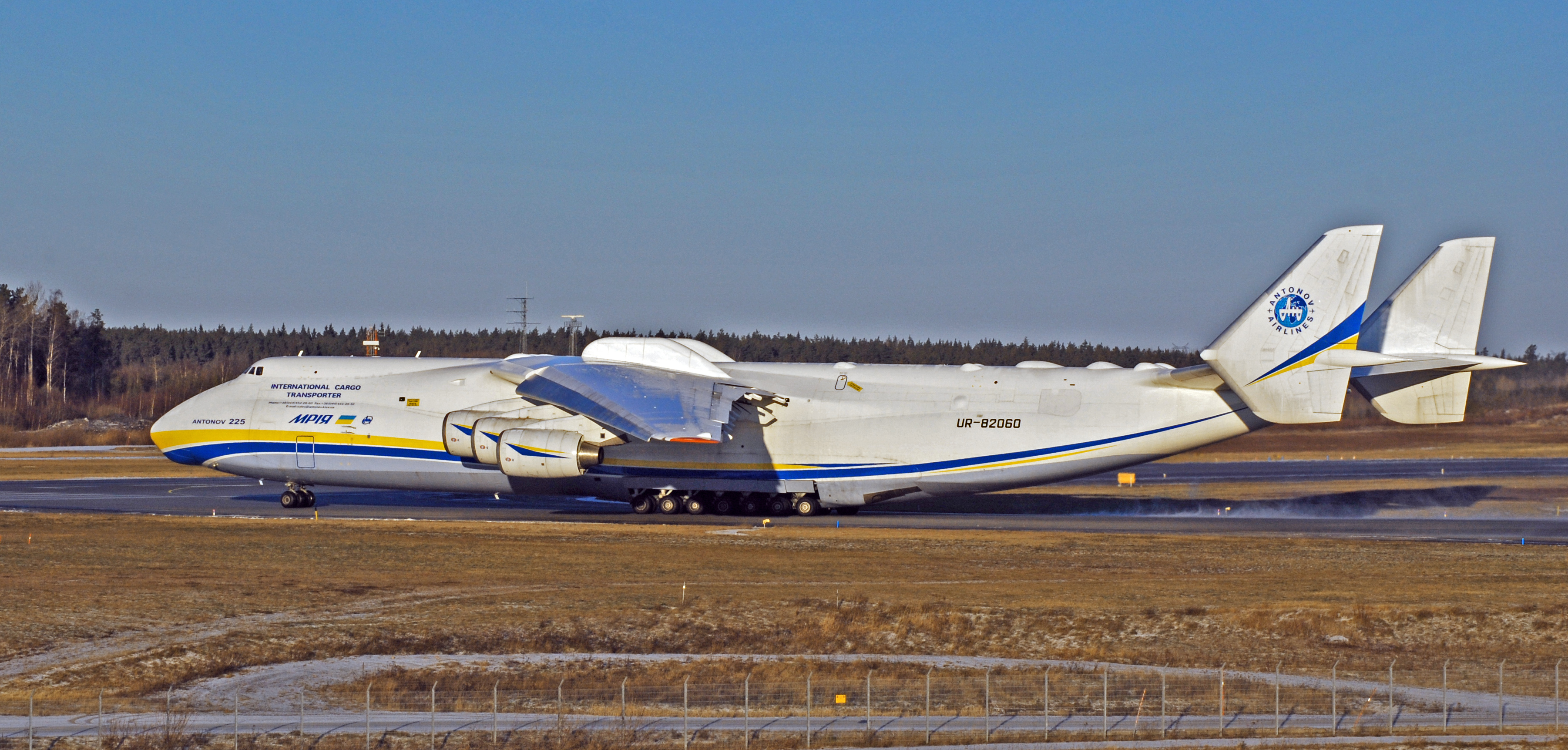
Ан-225 «Мрія» у Стокгольмі, січень 2012 року

У жовтні 2012 року літак доправив до Душанбе обладнання для Нурецької гідроелектростанції, виготовлене в Харкові на підприємствах ВАТ «Корпорація “Турбоатом”». Вантаж загальною вагою 125 т складався з колеса турбіни масою 57 т, кришки турбіни 36 т і супутнього обладнання. Тільки Ан-225 міг доставити такий вантаж до місця призначення за один рейс.
У травні 2016 року Ан-225 здійснив комерційний рейс до Австралії, перевізши з Праги в місто Перт генератор з обладнанням загальною масою 130 тонн.
У рамках енергетичного проєкту доставили великогабаритні генератори з Чилі до Болівії за 12 послідовних рейсів. Ан-225 «Мрія» авіакомпанії «Авіалінії Антонова» успішно виконав 12-й рейс із доправлення вантажів, що завершує найбільший за кількістю послідовних рейсів проєкт в історії експлуатації цього літака на комерційному ринку. У рамках цієї логістичної операції з Чилі до Болівії було перевезено 12 генераторів для теплоелектростанції на замовлення Hansa Meyer Global Transport GmbH & Co.
25 березня 2020 року стало відомо, що Ан-225 «Мрія» після 18 місяців ремонту та модернізації здійснив перший політ. «Зокрема було перевірено нову систему управління» — зазначається у повідомленні компанії. На літаку було встановлено нову систему керування силовою установкою українського виробництва.

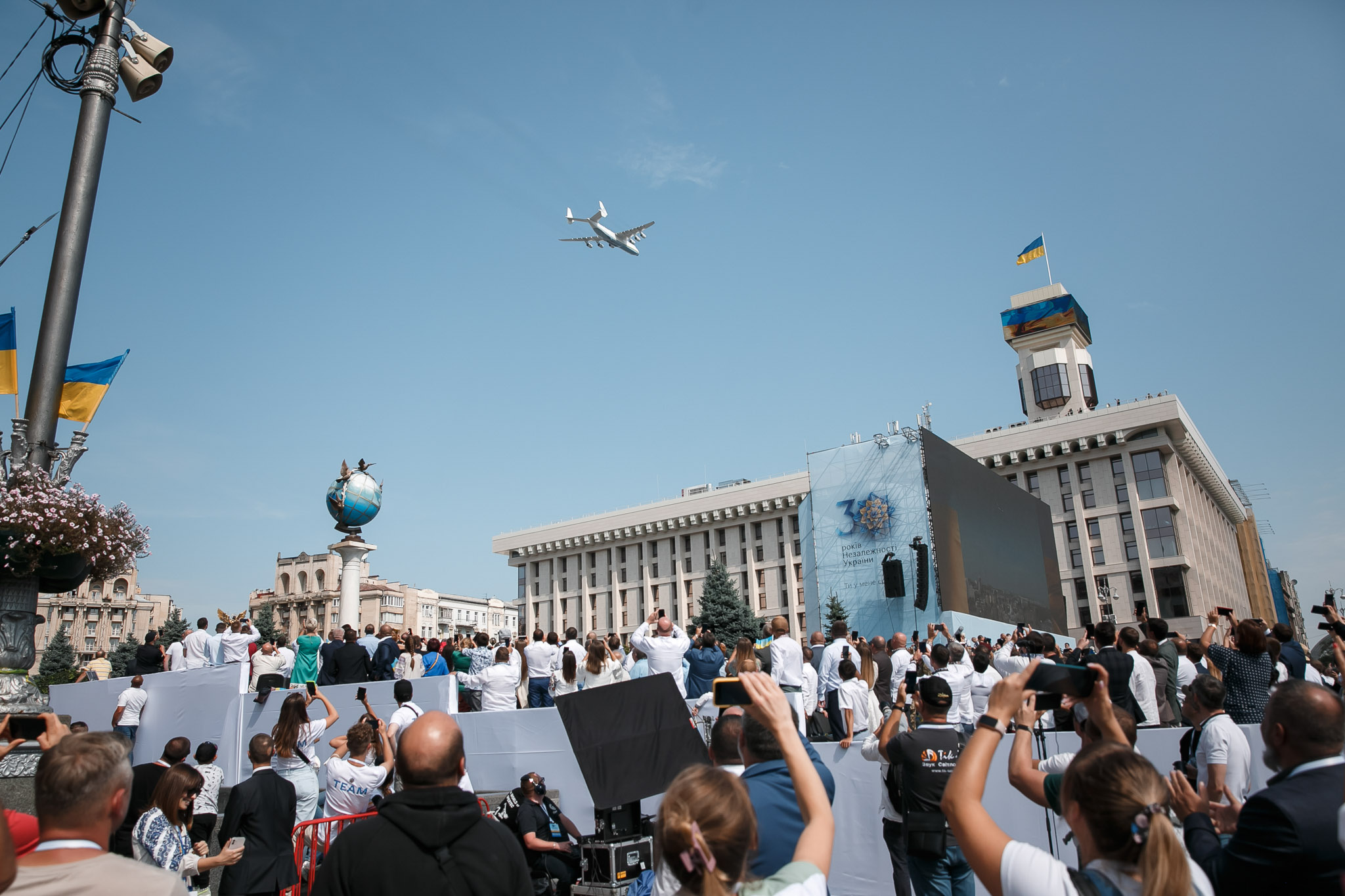
Ан-225 «Мрія» пролітає над центром Києва під час параду з нагоди святкування 30-річчя незалежності України.

14 квітня 2020 року літак доставив із китайського міста Тяньцзінь до Варшави 100 т медичних засобів для боротьби із коронавірусом.
19 квітня 2020 року літак доставив із китайського міста Тяньцзінь до Парижа 150 т медичних засобів для боротьби із коронавірусом.
23 квітня 2020 року літак доставив з Китаю до Києва 103 т медичних засобів для боротьби із коронавірусом. Літак зустрічав Президент України Володимир Зеленський, який зазначив, що літак транспортував 12 мільйонів медичних масок, близько 260 тисяч захисних окулярів для медиків і понад 100 тисяч захисних костюмів 5-го рівня захисту.
27 квітня 2020 року літак доставив з Китаю до Лейпцига (Німеччина) 10 млн медичних масок, всього їх має бути доставлено 25 млн.
24 серпня 2021 року Ан-225 взяв участь у параді на честь 30-ліття Незалежності.
27 лютого 2022 року під час повітряної атаки російських військ на аеропорт Гостомель літак було знищено.

### Плани з добудови другого екземпляра літака
Будівництво другого Ан-225 було практично завершене в кінці 1980-х, згідно з радянською космічною програмою. З розпадом Радянського Союзу у 1990 році і закриттям програми «Енергія — Буран» єдиний наявний Ан-225 було поміщено в ангар, його двигуни було демонтовано для використання на літаках Ан-124. Другий близький до завершення Ан-225 було також законсервовано й поміщено в ангар. На 2010 рік роботи над другим екземпляром не велися. Конструкції планера постійно ревізуються й подовжується їх ресурс. У разі добудовування виробу сер. № 01-02, його експлуатаційні та економічні характеристики будуть дещо ліпші за перший екземпляр (сер. № 01-01). Це пов'язано з тим, що маса конструкції буде знижена шляхом сучасних конструктивних рішень — використання нових технологій та матеріалів.
У 2011 році повідомлялося, що другий екземпляр літака планується добудувати на Серійному заводі «Антонов» за наявності фінансування. Він, за деякими даними, готовий на 60—70 %. За словами Дмитра Ківи, крило для Ан-225 повністю готове і перебуває на підприємстві. Раніше повідомлялося, що на підприємстві також зберігаються центроплан і фюзеляж літака. Міністерство оборони РФ постійно виявляло зацікавленість до добудови другого екземпляра й подальшого продажу Росії. На МАКС-2011 Міноборони Росії попросило підготувати пропозиції щодо його добудови з метою можливого придбання. Однак бюджет Міноборони Росії на 2011—2020 роки придбання «Мрії» не передбачав.
У квітні 2013 року російський уряд заявив про свої плани щодо програми «Повітряний старт». Планувалося залучити Ан-225 «Мрія» для освоєння космосу.
29 травня 2016 року на держпідприємстві «Антонов» заявили про те, що розглядають можливість запуску серійного виробництва найбільшого у світі літака Ан-225 «Мрія».
30 серпня 2016 року в ЗМІ з'явилась інформація, що ДП «Антонов» уклало угоду з китайською компанією «China airspace» — сторони висловили наміри про довгострокову співпрацю, яка передбачає на першому етапі будівництво другого модернізованого екземпляра літака Ан-225 «Мрія» на держпідприємстві «Антонов» і постачання компанії AICC, і створення на другому етапі спільного серійного виробництва Ан-225 в Китаї за ліцензією «Антонова». Інформацію про продаж прав на «Мрію» в пресслужбі компанії спростували.
У 2018 році на заводі Антонова говорили, що для того, щоб другий екземпляр літака «Мрія» злетів у повітря, потрібно близько 300 мільйонів доларів.

## Ресурс літака
У 2013 році Державіаслужба України погодила документи щодо встановлення літака Ан-225 призначених ресурсів та строку служби 20 000 льотних годин, 4000 операцій злету-посадки, 45 років експлуатації. Це означає, що офіційно дозволено експлуатувати Ан-225 щонайменше до 2033 року.

## Технічні характеристики

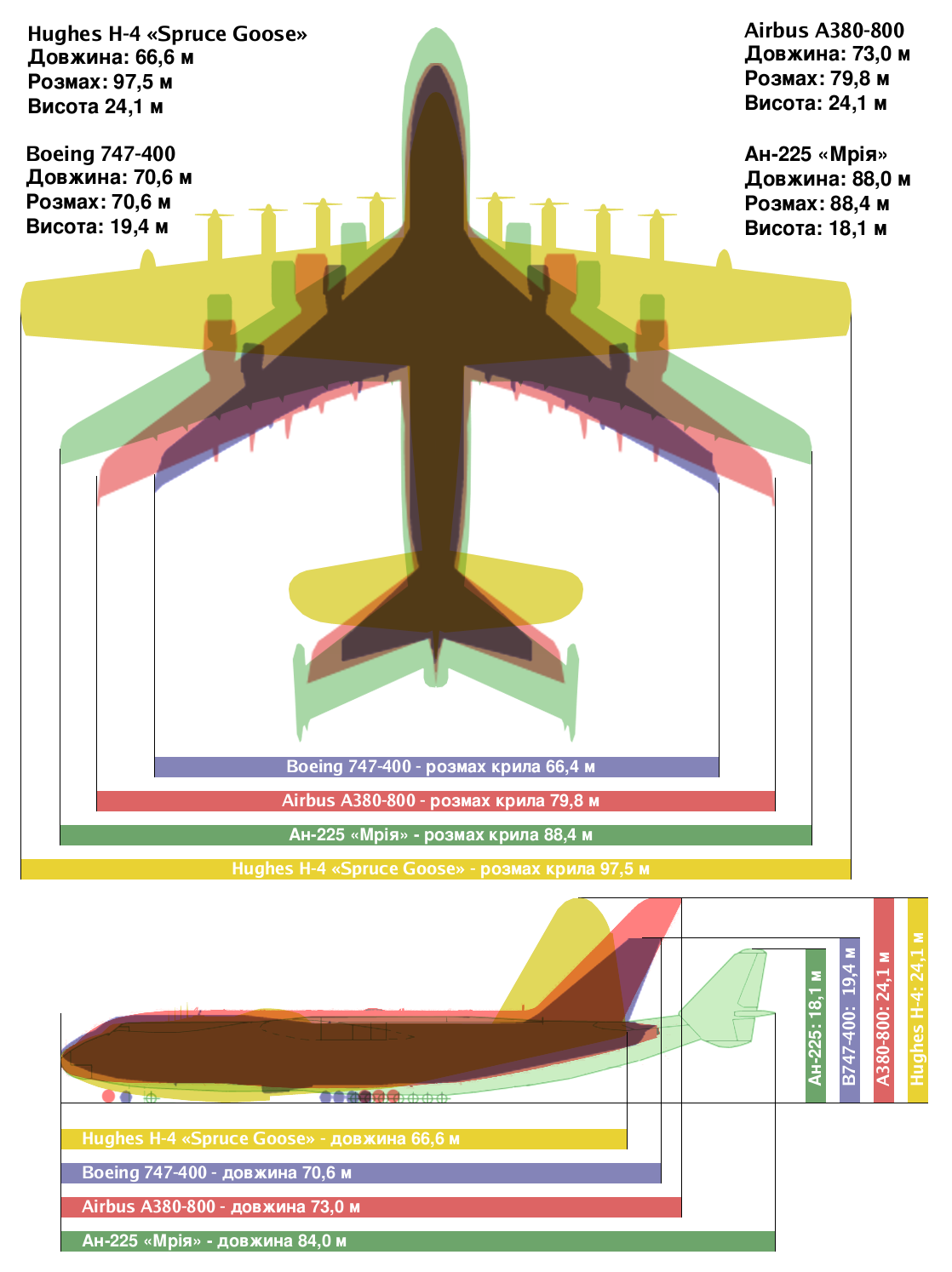
Порівняння розмірів чотирьох найбільших літаків

Вигляд «Мрії» у чотирьох проєкціях

| Характеристика                                | Дані                         |
| Опис                                          |                              |
| Розробник                                     | АНТК імені Антонова          |
| Позначення                                    | Ан-225 «Мрія»                |
| Позначення НАТО                               | Cossack (Козак)              |
| Тип                                           | надважкий транспортний літак |
| Перший політ                                  | 21 грудня 1988 р.            |
| Екіпаж                                        | 6 осіб                       |
| Максимальна кількість місць                   | 70                           |
| Позивний                                      | 82060                        |
| Геометричні та масові характеристики          |                              |
| Довжина                                       | 84 м                         |
| Розмах крила                                  | 88,40 м                      |
| Площа крила                                   | 905,0 м²                     |
| Висота                                        | 18,1 м                       |
| Розмах стабілізатора                          | 32,65 м                      |
| Габарити вантажної кабіни                     | 4,4 × 6,4 × 43 м             |
| Максимальна довжина вантажу                   | 70 м                         |
| Максимальна злітна маса                       | 600 000 кг                   |
| Максимальне комерційне навантаження           | 250 000 кг                   |
| Маса палива, нормальна                        | 300 000 кг                   |
| Силова установка                              |                              |
| Число двигунів                                | 6                            |
| Тип двигуна                                   | ТР ДД Д-18Т                  |
| Тяга двигуна                                  | 229,5 кН                     |
| Політні дані                                  |                              |
| Крейсерська швидкість польоту                 | 800 км/год                   |
| Максимальна швидкість польоту                 | 850 км/год                   |
| Крейсерська висота польоту                    | 9 000 м                      |
| Максимальна висота польоту                    | 11 000 м                     |
| Максимальна дальність польоту                 | 15 400 км                    |
| Дальність польоту з вантажем 200 т у фюзеляжі | 4 500 км                     |
| Дальність польоту з вантажем 150 т у фюзеляжі | 7 000 км                     |
| Потрібна довжина злітної смуги                | 3 000—3 500 м                |

## Порівняльна таблиця з іншими великогабаритними літаками
| Літаки                            | Антонов Ан-225.             | Антонов Ан-124 «Руслан».                 | Боїнг 747-8F. | Боїнг С-17 «Глоубмайстер ІІІ». | Аеробус А380-800. | Локхід C-5M «Ґелексі». |
| --------------------------------- | --------------------------- | ---------------------------------------- | ------------- | ------------------------------ | ----------------- | ---------------------- |
| Довжина, м                        | 84,0                        | 69,1                                     | 76,3          | 53,04                          | 73                | 75,53                  |
| Розмах крила, м                   | 88,4                        | 73,3                                     | 68,5          | 51,74                          | 79,8              | 67,91                  |
| Висота, м                         | 18,1                        | 20,1                                     | 19,4          | 16,79                          | 24,1              | 19,84                  |
| Вантажопідйомність, т             | —                           | —                                        | 134,2         | 56,245                         | 90,8              | 118,387                |
| Максимальна вантажопідйомність, т | 250                         | 150                                      | 147,6         | 78,108                         | —                 | 129,274                |
| Маса порожнього, т                | 250                         | 181                                      | 191,1         | 122,016                        | 276,8             | 153,285                |
| Максимальна злітна маса, т        | 640                         | 402                                      | 447,696       | 263,083                        | 560               | 381,018                |
| Крейсерська швидкість, км/год     | до 850                      | 800—850                                  | 908           | —                              | 903—945           | 888                    |
| Максимальна швидкість, км/год     | 850                         | 865                                      | 988           | 830                            | 1020              | 917                    |
| Крейсерська висота, км            | 9,0                         | 11,6                                     | 10,668        | —                              | —                 | —                      |
| Практична стеля, км               | 11,6                        | 12                                       | 13            | —                              | 13,115            | 10,4                   |
| Практична дальність, км           | —                           | —                                        | 8 288         | 4 450                          | 15 200            | 6 033                  |
| Перегонна дальність, км           | 15 400                      | 14 400                                   | 14 815        | 8                              | —                 | —                      |
| Дальність польоту з вантажем, км  | 200 т — 4 500 150 т — 7 000 | 150 т — 3 200 120 т — 5 200 80 т — 8 000 | —             | 56 т — 5 190 77 т — 4 445      | —                 | —                      |

## Цікаві факти

«АНТОНОВ 500» з фільму «2012»

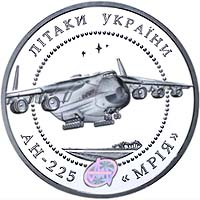
Монета НБУ, присвячена АН-225

- Відстань, яку здолав літак братів Райт під час першого польоту є меншою за розмір вантажного відсіку «Мрії»[34].
- Цей літак є також найбільшим у світі літаком, що піднявся в повітря більше одного разу (хоча розмах його крила й менший, ніж в американського літака Г'юз H-4 «Геркулес», що зробив лише один короткий випробувальний політ на низькій висоті).[уточнити][джерело?]
- Літаки Ан-124 «Руслан» та Ан-225 більші від C-5 Galaxy, що є найбільшим літаком у США.[джерело?]
- У лютому 1989 року «Мрію» цілком «випадково» відвідав Михайло Горбачов із дружиною, після чого для прискорення створення авіакомпанії «Антонов» було зачинено вхідний трап. Пілот-випробовувач Олександр Галуненко жартома запропонував генсеку СРСР взяти участь у черговому випробувальному польоті, однак президент СРСР цей ентузіазм зі зрозумілих міркувань не розділив і спостерігав за злетом з землі[35].
- Одну з головних ролей в епізодах про руйнування Лас-Вегаса у фільмі «2012» зіграв Ан-225 «Мрія», який чомусь автори вирішили назвати «АНТОНОВ 500» (англ. «ANTONOV 500»). Для фільму створили фотореалістичну копію цього літака — першу у світі комп'ютерну модель Ан-225 «Мрія» з найвищим рівнем деталізації. Також у фільмі присутнє спотворення фактів про літак і його походження, а саме: значно зменшена довжина вантажного відсіку і додано відсутній хвостовий вантажний люк (насправді відкидається вгору вся передня частина літака, без урахування кабіни). Один з головних героїв фільму, олігарх Юрій Карпов, називає «АНТОНОВ 500» російським літаком, на який до того ж чомусь нанесено прапор країни Азербайджан.
- Ан-225 фігурує в одній зі сцен першої серії аніме-серіалу «Євангеліон», назву літака добре видно на хвостовому оперенні[36]. Літак модифікований для пуску бойових ракет (в реальності такої модифікації не передбачалося).
- У 2002 році НБУ випустив пам'ятну монету «Ан-225 Мрія» номіналом 5 гривень, яка належить до серії Літаки України.
- Літак створювався для перевезення компонентів ракет-носіїв «Енергія» й космічного корабля «Буран», але до моменту закінчення будівництва першого Ан-225 всі необхідні перевезення були зроблені літаком ВМ-Т «Атлант», і в програмі «Буран» Ан-225 взяв участь тільки перевезенням «Бурану» на Паризький авіасалон у травні 1989 року і здійсненням кількох показових польотів на Байконурі у квітні 1991 року.
- У картковій грі Yu-Gi-Oh! існує картка Mecha Phantom Beast Dracossack, основою якої стала «Мрія».
- 27 вересня 2012 року під час проведення авіасалону Авіасвіт-XXI у фюзеляжі Ан-225 на висоті 10500 м відбувся найвищий у світі картинний показ. Тоді всередині «Мрії» було розміщено 500 картин, авторами яких є 90 художників. Цей рекорд було зафіксовано в Книзі рекордів Гіннеса[37].
- 28 червня 2022 року Укрпошта випустила марку «Українська мрія» присвячену літаку. Авторкою ілюстрації стала 11-річна Софія Кравчук з Волинської області[38].
- 27 лютого 2023 року гра Microsoft Flight Simulator додала в платне DLC модель «Мрії», де пропонується відчути себе в ролі пілота, або члену екіпажу[39]. Вилучені від продажів кошти компанія планує передати на фонд відбудови нового літака[40].

## Рекорди
На рахунку «Мрії» є:

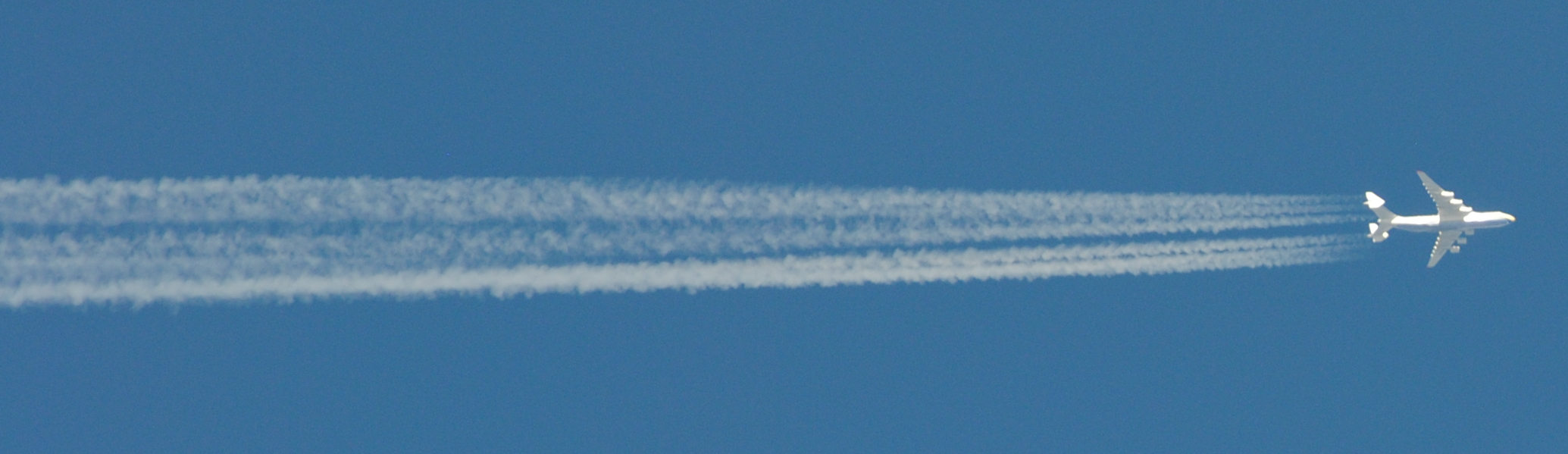
У повітрі Ан-225 вирізняється потрійним інверсійним слідом з кожного боку

- рекорди з перевезення максимального комерційного вантажу в 247 т;
- абсолютний рекорд вантажопідйомності — 253,8 т;
- перевезення найважчого в історії авіації моновантажу — 187,6 т — з Франкфурта (Німеччина) до Єревана (Вірменія)[41];
- перевезення найдовшого в історії авіації моновантажу — 42,1 м — з Шицзячжуану, Китай (аеропорт м. Шицзячжуан) в Воєнс[da], Данія (аеропорт Воєнс/Скридструп);

Всього Ан-225 «Мрія» встановив 240 світових рекордів, що є абсолютно унікальним випадком в авіації.

## Несправності та інциденти
10 січня 2022 року літак Ан-225 «Мрія» зазнав пошкодження під час посадки в аеропорту м. Ряшів (Польща), про це повідомило державне підприємство «Антонов». Під час приземлення літака Ан-225 в аеропорту Ряшева, Польща, на правій основній опорі шасі зрізало болти фіксації датчика положення шасі «політ — земля». Виявлена несправність не вплинула на безпеку польоту та посадки «Мрії», — було зазначено в заяві. Наступного дня, 11 січня 2022 року, інженери державного підприємства «Антонов» полагодили несправність шасі літака.

## Знищення

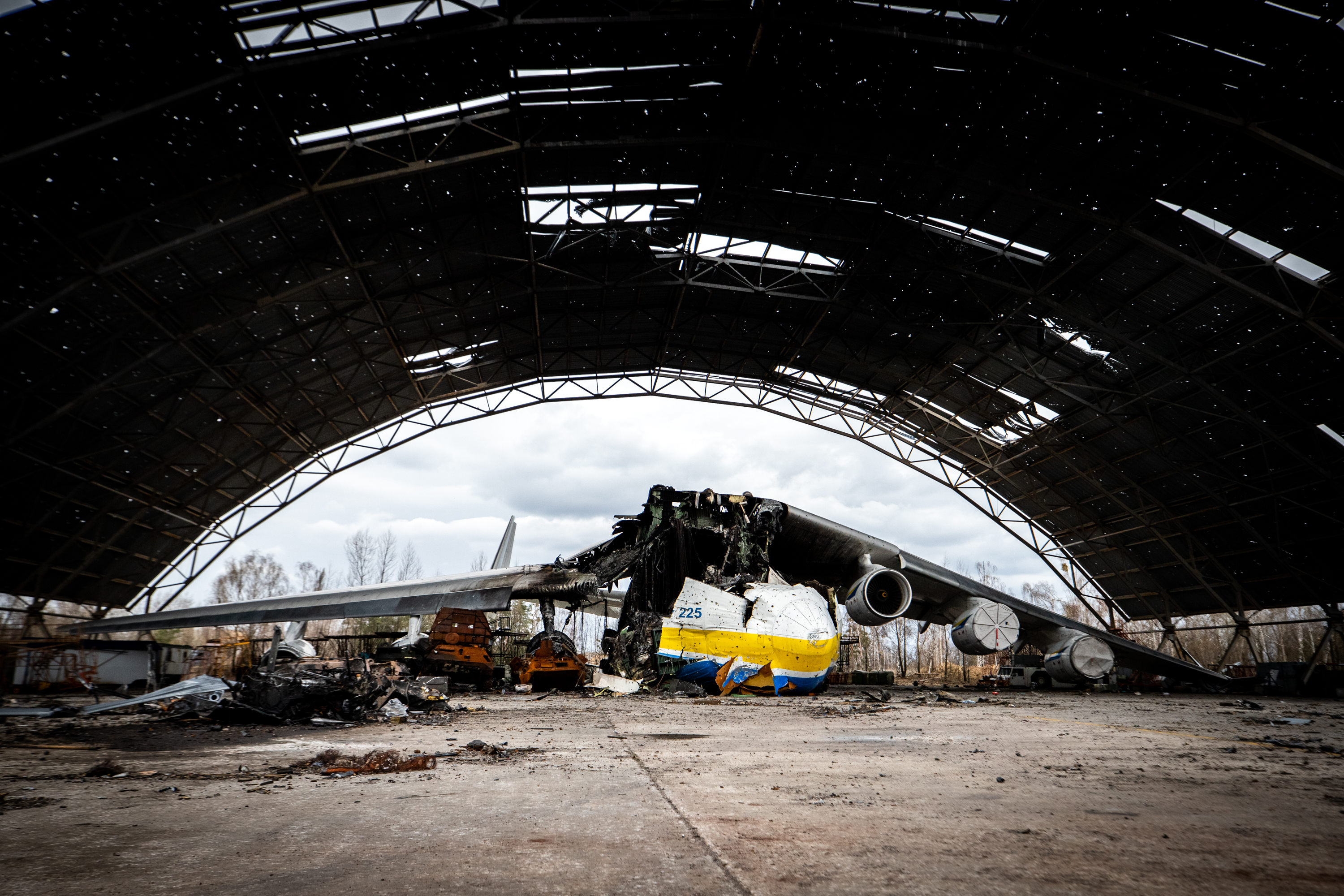
Знищена «Мрія» в ангарі аеропорту Гостомель.

Під час російського вторгнення в Україну 27 лютого 2022 року в результаті повітряної атаки російських окупантів на аеропорт Гостомель під Києвом літак Ан-225 «Мрія» був спалений. На момент вторгнення літак перебував на ремонті в аеропорту Гостомель, тому не встиг вилетіти з України. Укроборонпром обіцяє відновити літак за кошти окупанта. За попередніми підрахунками, для цього необхідно понад 3 млрд доларів та близько 5 років.

Генеральний директор «Укроборонпрому» Юрій Гусєв заявив:
Росія знищила нашу «Мрію», але мрію про вільну від окупанта Україну знищити неможливо. Ми боротимемося за нашу землю та дім до переможного кінця. І після перемоги обов'язково, чуєте, обов'язково добудуємо нашу нову «Мрію», яка багато років чекає на це у безпечному місці. Все буде Україна!.
Після звільнення Гостомеля українськими військами, коли вдалося побачити рештки спаленої «Мрії», в авіаційних колах України знову обговорюють можливість побудови нового літака Ан-225.
Державне підприємство «Антонов» пропонує створити Міжнародний фонд відродження транспортного літака Ан-225 «Мрія».
7 листопада 2022 року генеральний директор ДП «Антонов» Євген Гаврилов заявив про початок будівництва другого літака Ан-225 «Мрія». За його словами, другий літак «Мрія» уже готовий на 30 %.

## Розслідування
27 лютого 2024 року, згідно з повідомленням СБУ, зібрані неспростовні докази вини колишніх посадовців ДП «Антонов»: генерального директора та начальника підрозділу з авіабезпеки. Злочинні дії ексчиновників призвели до тимчасового захоплення стратегічно важливого аеродрому під час боїв за Київ та знищення літака АН-225 «Мрія». Наразі слідчі СБУ закінчили досудове розслідування та скерували обвинувальний акт до суду. За даними слідства, напередодні повномасштабного вторгнення РФ фігуранти не допустили військовослужбовців НГУ на територію Гостомельського аеропорту для підготовки до його захисту. На підставі зібраних доказів, фігуранти справи обвинувачуються за ч. 2 ст. 27, ч. 2 ст. 114-1 КК України (перешкоджання законній діяльності Збройних Сил України та інших військових формувань). Обвинувачені перебувають під вартою, їм загрожує до 15 років тюрми. Розслідування проводилося за процесуального керівництва прокурорів Спеціалізованої прокуратури у сфері оборони Офісу генерального прокурора.

## Відбудова
9 липня 2024 року, голова наглядової ради «Укроборонпрому» Давід Ломджарія, перебуваючи на полях саміту НАТО у Вашингтоні, повідомив, що Україна планує відбудувати літак АН-225 «Мрія». Він зазначив, що плани щодо відновлення «Мрії» є, однак він не може вдаватися в подробиці щодо термінів відбудови та технічних деталей.
Станом на 20 вересня 2024 року, АТ «Антонов» завершив дефектацію знищеного літака Ан-225 «Мрія», яку потрібно було провести якомога швидше, щоб зберегти вцілілі деталі. Роботи фінансувались зі спеціального фонду на відбудову «Мрії», на балансі якого було зібрано $3 млн. Переважну більшість з цих коштів підприємство отримало як роялті від продажів доповнення до гри Microsoft Flight Simulator із літаком Ан-225. Таким чином, підприємство завершило всі термінові роботи й продовжить відновлення найбільшого у світі літака після завершення бойових дій.